# Lesbian Vampire Killers
Lesbian Vampire Killers es una película británica de comedia y terror de 2009 dirigida por Phil Claydon y escrita por Stewart Williams y Paul Hupfield. Está protagonizada por James Corden y Mathew Horne, con MyAnna Buring, Vera Filatova, Silvia Colloca y Paul McGann en papeles secundarios.

## Sinopsis
Fletch y Jimmy, dos jóvenes aventureros, se pierden en un misterioso lugar habitado por vampiresas lesbianas. Estas criaturas están atrapadas bajo un hechizo lanzado por la reina vampiresa Carmilla, quien las esclavizó tiempo atrás. Para recuperar su libertad, las vampiresas deben sacrificar a los intrusos. Sin embargo, la situación se complica cuando descubren que Jimmy es el nieto del barón que ejecutó a Carmilla. Esta revelación cambia sus planes: si eliminan a Jimmy, podrían resucitar a la reina y romper definitivamente la maldición que las ata.

## Reparto
- James Corden es Fletch
- Mathew Horne es Jimmy
- Paul McGann es el párroco
- Emer Kenny es Rebecca
- Lucy Gaskell es Judy
- Louise Dylan es Anke
- Ashley Mulheron es Trudi
- Tiffany Mulheron es Heidi
- Vera Filatova es Eva
- Silvia Colloca es Carmilla
- MyAnna Buring es Lotte
- Emma Clifford es Rossi

## Producción
Tras varios años en el infierno del desarrollo, el proyecto fue rescatado por el director Phil Claydon. El cineasta describe la película como una mezcla entre Los Cazafantasmas y los filmes de Hammer Horror y Universal Monsters. Refiriéndose a los efectos especiales utilizados en la cinta, afirmó: «Cubrí a James [Corden] de suciedad de vampiro en cada oportunidad porque eso me hacía reír», ya que los vampiros se convierten en baba en lugar de polvo o estallar en llamas como otras en historias de vampiros.
Aunque Lesbian Vampire Killers está ambientada en Norfolk, en torno al pueblo de Cranwich, se rodó en locaciones de Luton Hoo, Bedfordshire. La película, que funciona como un homenaje irónico a las cintas clásicas de terror de Hammer Films, fue producida por las compañías Alliance and Momentum Pictures y AV Films.

## Recepción
Las críticas de la película fueron en su mayoría negativas. Lesbian Vampire Killers cuenta con un 28% de aprobación en el portal especializado Rotten Tomatoes, basado en 25 críticas con una puntuación media de 4,1/10. El consenso del sitio afirma: «Lesbian Vampire Killers reivindica el humor británico de nicho, pero al final sucumbe en una tontería monótona».
James Christopher, de The Times, describió el filme como «profundamente horrible», afirmando que se trata de una «farsa de revista juvenil olvidable al instante». Manifestó que la película es «un desperdicio espantoso de un título perfectamente decente». Allan Hunter, del Daily Express, la calificó de «mal escrita y apresuradamente ejecutada» y aseguró que «toma todas las opciones fáciles del mal gusto, los pechos y los fluidos corporales». Anthony Quin, en The Independent, le dio a la película una estrella sobre cinco, describiéndola como deplorable y afirmando que Horne y Corden habían «sobrepasado su atractivo» y parecían «en peligro» de convertirse en los [Gareth] Hale y [Norman] Pace del momento». Peter Bradshaw, de The Guardian, describió el filme como «bastante horrible», aunque reconoció que incorpora «una o dos carcajadas burdas».
Nicholas Yanes, de Scifipulse.net, consideró que Lesbian Vampire Killers es una gran «película de serie B» digna de convertirse en un clásico de culto.
A pesar de la floja respuesta de la crítica, el filme ganó el premio de la audiencia a mejor largometraje en la Semana de Cine Fantástico y de Terror de San Sebastián y el premio a mejor banda sonora para una película de comedia del International Film Music Critics Association para Debbie Wiseman.

## Legado

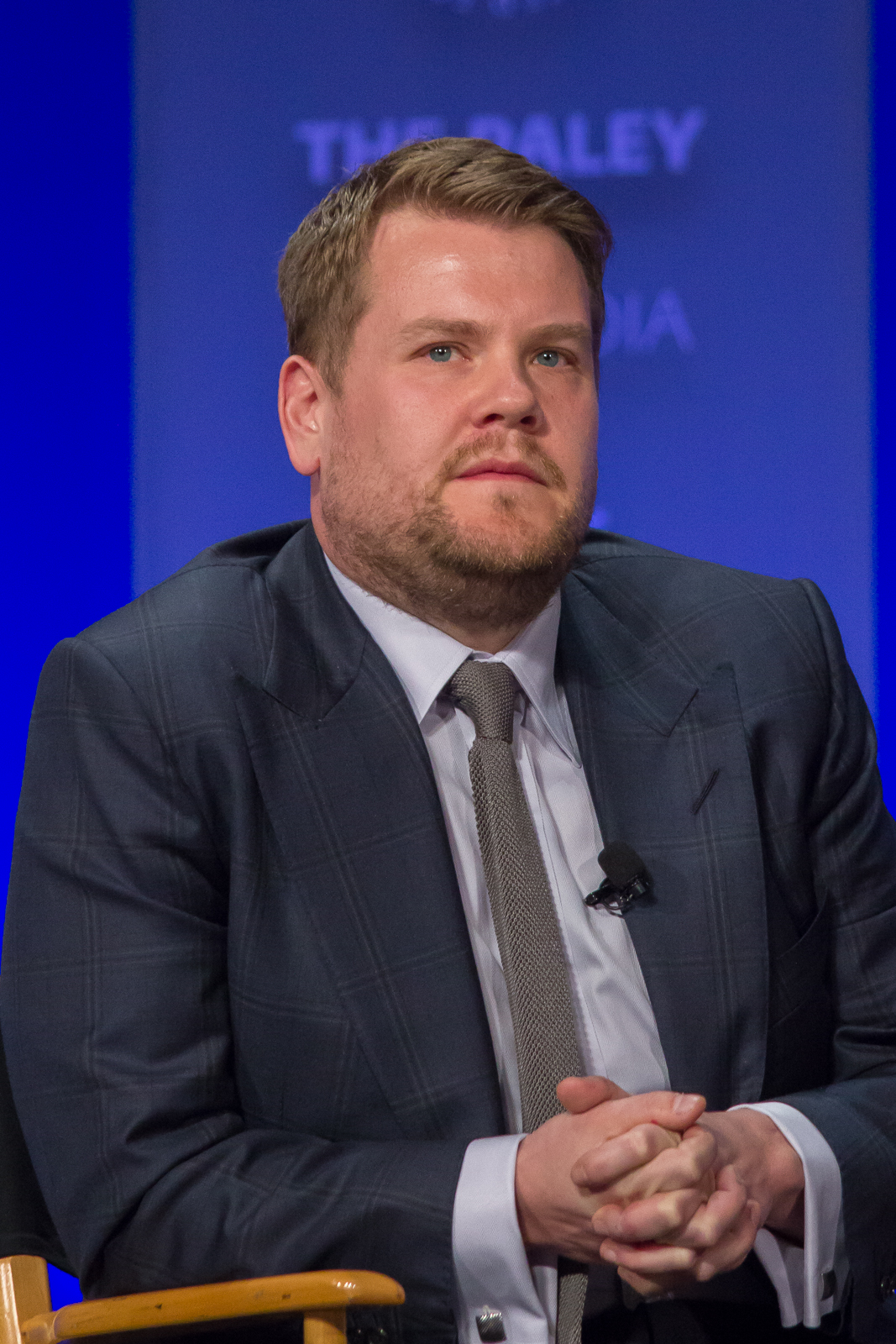
El actor y comediante James Corden, uno de los protagonistas de Lesbian Vampire Killers, se ha referido en malos términos al filme en varias ocasiones.

Mientras participaba en el programa de humor The King is Dead en septiembre de 2010, James Corden afirmó que ver la película sería un castigo demasiado duro para los presos de Guantánamo y la definió como «un montón de mierda».
En una entrevista de 2013 con The Guardian, Corden confesó que la película le parecía «bastante vergonzosa». En 2019 habló de su autodenominada «cuestionable carrera cinematográfica» en su programa de entrevistas y advirtió a los miembros de la audiencia que, para quienes no la habían visto, la película era realmente mala.
Lesbian Vampire Killers fue destacada por el crítico I.Q. Hunter como un ejemplo particularmente pobre de una película de explotación moderna en su libro de 2013 British Trash Cinema. Hunter argumentó que el sexismo inherente del filme es «aún más retrógrado que las fantasías de Hammer sobre mujeres peligrosamente sensuales; la vulgaridad de la película —que supuestamente la protege del sexismo al ridiculizar la masculinidad— en realidad le permite celebrar, en lugar de cuestionar, los estereotipos que parodia con tanta intención».

## Formato doméstico
Lesbian Vampire Killers salió a la venta en DVD y Blu-ray el 3 de agosto de 2009. Momentum Pictures afirmó que los minoristas, incluida la cadena de supermercados Tesco, exigieron colocar etiquetas de advertencia debido al uso de la palabra «lesbiana». Un portavoz de Tesco declaró que, aunque pidieron una carátula con menos escote, «no sugirieron que [Momentum] modificara el texto».
En Estados Unidos, The Weinstein Company lanzó la película en DVD con el título Vampire Killers el 29 de diciembre de 2009.